# المعطي قبال
المعطي قبال (1 ديسمبر 1954، خريبكة) هو كاتب ومترجم وصحفي مغربي.

## مسيرته
حاصل على دكتوراه في الفلسفة. يشتغل مستشارا ثقافيا بمعهد العالم العربي بباريس، وصحفيا بفرنسا وكاتبا.
التحق باتحاد كتاب المغرب سنة 1989.
يُشارك في العديد من البرامج التلفزيونية الفرنسية والمغربية والصحف مثل ليبراسيون و لو موند.